# Gilla in Choimded Ó Cerbailláin
Gilla in Choimded Ó Cerbailláin (falecido em 1279), também conhecido em latim como Germanus, foi um bispo irlandês medieval.
Ó Cerbailláin foi eleito bispo de Cinél nEógain em 1230. Em 1254 ele transferiu a Sé de Ráith Lúraig (Maghera) para Derry.